# سامي بن عمر
سامي بن عمر (بالفرنسية: Sami Ben Amar)‏ (2 مارس 1998 في فرنسا - ) هو لاعب كرة قدم فرنسي في مركز الهجوم. لعب مع نيم أولمبيك.

## وصلات خارجية
- سامي بن عمر على موقع رابطة كرة القدم الفرنسية للمحترفين (الإنجليزية)
- سامي بن عمر على موقع قاعدة بيانات كرة القدم.إي يو (الإنجليزية)
- سامي بن عمر على موقع ليكيب (الفرنسية)
- سامي بن عمر على موقع Soccerway.com (الإنجليزية)